# Zamek w Szumbarze
Zamek w Szumbarze – zamek zbudowany w XVI w. przez rodzinę Bohowitynów.

## Położenie, architektura
Budowla wzniesiona została na 60-metrowej górze leżącej nad rzeką Wilią z trzech stron wodą oblanej. Zamek otaczały wały, a wewnątrz nich znajdowały się zamkowe zabudowania. Z początkiem XX w. po zamku pozostały fundamenty budynku i ślady otaczających go ziemnych okopów. Ziemie te nadał Bohowitynom król Polski Zygmunt I Stary w 1513 r.

## Właściciele
Gdy umiera ostatni z rodu Wacław Bohowityn Szumbarski, chorąży wołyński zamek należy do wdowy po nim Zofii z Czartoryskich Bohowitynowej. Z kolei po jej śmierci zamek przechodzi na własność jej braci Czartoryskich. Ci odstępują budowlę staroście Michałowi Wiśniowieckiemu, księciu owruckiemu. Następnie właścicielami zamku i ziem zostaje rodzina Błędowskich herbu Nałęcz, która nabyła zamek od Wiśnowieckich lub otrzymała go w darze. W 1727 r. właścicielka Szumbaru Franciszka z Horbowskich Błędowska, żona Andrzeja Błędowskiego, miecznika nowogrodzkiego, sprowadziła do miasta zakon trynitarzy i uczyniła im zapis w postaci pieniędzy i zamku. Jednakże po jej śmierci spadkobiercy zakwestionowali tenże zapis i trynitarze opuścili miasto i udali się do Krzemieńca.